# Attercopus fimbriunguis
Attercopus fimbriunguis — викопний вид павукоподібних ряду Uraraneida, що існував у девонському періоді, 290 млн років тому. Рештки павукоподібного знайдені поблизу селища Гілбоа у штаті Нью-Йорк на сході США. Спершу вид описали під назвою Gelasinotarbus fimbriunguis і віднесли до ряду Trigonotarbida. Згодом, у нього знайшли утворення, що схожі на павутинні залози. Тому вид переописали під назвою Attercopus fimbriunguis та стали вважати його примітивним павуком. У нього було членисте черевце, хвостоподібний придаток. Attercopus міг виробляти павутинні нитки, але плести справжню павутину не вмів. Згодом вид порівняли з пермським Permarachne та віднесли обидва види до окремого ряду Uraraneida.